# VBZ Be 6/6
Be 6/6 1801 und 1802 ist die Bauartenbezeichnung für zwei Gelenktriebwagen der Strassenbahn Zürich. Die von den Verkehrsbetrieben Zürich (VBZ) beschafften Fahrzeuge waren zwei unterschiedlich konstruierte Prototypen, mit welchen Erfahrungen für die spätere Beschaffung der  Be 4/6 «Mirage» gesammelt wurden.

## Übersicht
Das stetig wachsende Passagieraufkommen führte dazu, dass auf den Hauptlinien auch die aus vierachsigen Schweizer Standardwagen bestehenden Anhängerzüge nicht mehr ausreichten. 1960 wurde deshalb ein erster Gelenktriebwagen 1701 (ab 1967 auf Grund der Auslieferung der Be 4/6 «Mirage» zum 1802 umnummeriert) mit zweiteiligen Wagenkasten und Jakobs-Drehgestell ausgeliefert. Der Aufbau des Wagenkasten, die elektrische Ausrüstung und die Motoren waren baugleich zum  Be 4/4 «Karpfen». Aus jener Serie wurde auch der passende Beiwagen mit gleichartigen Wagenkasten übernommen, bzw. es wurden gleich 16 statt nur 15 Beiwagen beschafft. Auf Grund der eingelenkigen Konstruktion ragte das Fahrzeug in engen Kurven so weit über das damals gängige Lichtraumprofil, dass bei einem Serieneinsatz zahlreiche Kreuzungsverbote erlassen hätten werden müssen.
1962 wurde der 1961 gebaute Gelenktriebwagen 1801 mit dreiteiligen Wagenkasten und drei Aussenlager-Drehgestellen, von welchem das zweite mittig unter dem kürzen Mittelteil angebracht ist, ausgeliefert. Für die Beschaffung wurde eine Bestellgemeinschaft mit den Basler Verkehrs-Betrieben gebildet, welche zwei gleichartige, aber nur viermotorige Wagen (BVB Be 4/6 601–602) bauen liess. Der dreiteilige Aufbau mit einem kürzeren Mittelteil und darunter mittig angebrachtem Drehgestell, wenn auch mit Lauf- statt Antriebs-Drehgestell, wurde bei den anschliessend ausgelieferten Serie Be 4/6 «Mirage», übernommen. Mit zwei Gelenken konnte auch in engen Kurven gefahrlos gekreuzt werden.
Trotz der sechs Triebachsen und der ordentlichen Leistung war die Beschleunigung auf den Bergstrecken im Anhängerbetrieb bei beiden Prototypen ungenügend, weshalb bei der anschliessenden Serienbeschaffung mit den Be 4/6 «Mirage» auf weniger Motorisierung und Doppeltraktion gesetzt wurde.

## Betrieb
Der Wagen 1802 (ehemals 1701) wurde in der Regel mit dem passenden Beiwagen der Serie B4 771–786 wie der VBZ Be 4/4 (Karpfen) auf den Linien 14 und 11 eingesetzt. 1985 wurde  die Zugsicherung für den Tunnelbetrieb nach Schwamendingen eingebaut. 1986 wurde die Linienanzeige vergrössert und zusammen mit dem Beiwagen B4 786 eine Einsatzkomposition gebildet.
Der Wagen 1801 wurden auf diversen Linien mit und ohne Beiwagen eingesetzt. 1963 wurde er zusammen mit dem Beiwagen B4 715 als erste Komposition für den kondukteurlosen Betrieb umgebaut. In den 1980er Jahren war er zuerst meist ohne Beiwagen auf der Linie 8, welche bis heute von allein fahrenden Triebwagen bedient wird, eingesetzt. 1985 wurde wie beim Wagen 1802 die Zugsicherung für den Tunnelbetrieb nach Schwamendingen eingebaut. 1986 wurde auch die Linienanzeige vergrössert und zusammen mit dem Beiwagen B4 801 eine Einsatzkomposition gebildet, welche in der Regel beim Hauptbahnhof auf der Wendeschleife Gessnerallee bereitstand.

## Verbleib der Fahrzeuge
Der Wagen 1801 wurde 1999 ausgemustert und danach abgebrochen.
Der Wagen 1802 wurde 1993 zum Gastro-Tram umgebaut, unter anderem durch Einbau einer abgetrennten, kleinen Küche im Heck und der Neuanordnung der Sitze vis-à-vis. Jeweils ein 2er und ein 4er Abteil mit Tisch, ähnlich wie der  Ce 4/4 Elefant Nr. 1330 «Partytram», sind in 7 Reihen angeordnet. Als Gastrotram erhielt der Wagen den Spitznamen «Essmerallda» und war bis 2015 im Einsatz, sowohl für private Anlässe als auch für öffentlich zugängliche Fahrten mit einem speziellen Gastronomieangebot wie dem «Fonduetram». Zum Teil wurde noch der offene Beiwagen B4 1971 (ehemalig B4 731) angehängt. 
Wagen 1802 wurde im Frühjahr 2015 wegen Revisionsfälligkeit remisiert und schliesslich im Dezember 2015 zwecks Abbruch an das Recycling-Unternehmen Thommen in Kaiseraugst verkauft.